# كريستوف تسيمرمان
كريستوف تسيمرمان (بالألمانية: Christoph Zimmermann)‏ (و. 1993  م) هو لاعب كرة قدم ألماني، ولد في دوسلدورف، مركز لعبه هو قلب الدفاع.

## روابط خارجية
- كريستوف تسيمرمان على موقع قاعدة بيانات كرة القدم.إي يو (الإنجليزية)
- كريستوف تسيمرمان على موقع بيانات كرة القدم. دي إي (الألمانية)
- كريستوف تسيمرمان على موقع Soccerbase.com (لاعب) (الإنجليزية)
- كريستوف تسيمرمان على موقع Soccerway.com (الإنجليزية)
- كريستوف تسيمرمان على موقع عالم كرة القدم.نت (الإنجليزية)